# PIT機動

PIT 机动各阶段概述；目标（TARGET）在警车（POLICE）前方。

精准制动技术（简称：PIT）机动，又名戰術車輛干預（英語：Tactical Vehicle Intervention，简称：TVI），是一种车辆追击战术。追擊方以撞擊方式使逃跑车辆突然轉向，导致驾驶员失去車輛控制并截停車輛。
它由BSR公司开发，並被美国弗吉尼亚州费尔法克斯县警察局首次使用。 英文縮寫为“PIT”的其他名称有追擊制動技术、追踪干預技术、平行制動技术、精确干预戰術等。该技术也被称为战术撞击、執法干预和打滑追擊。
执法人员經常使用该技术来制止汽车追逐的逃跑方。阻止逃跑车辆的其他方法包括使用尖刺带，或使用战术追捕和遏制。

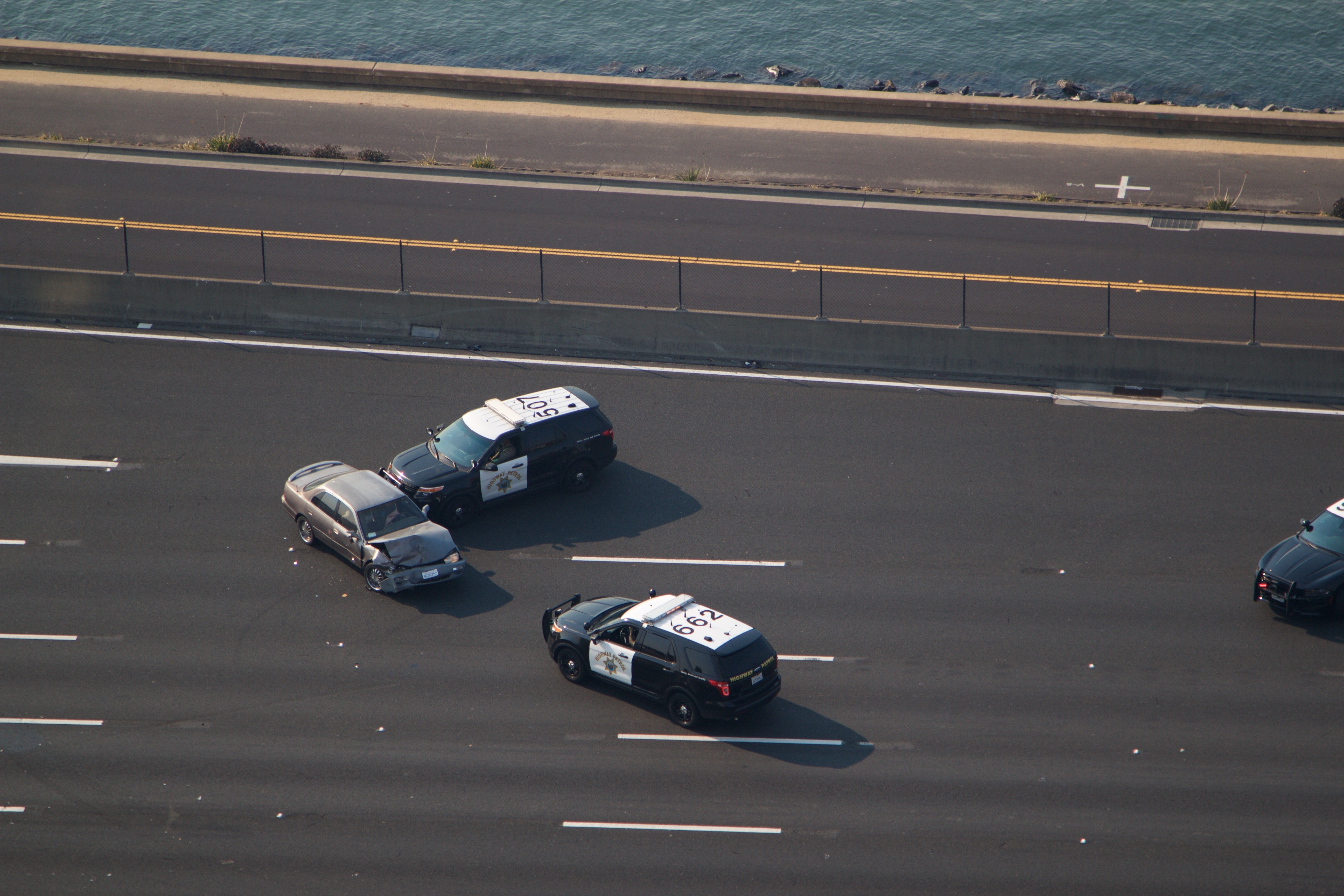
加州公路巡逻队使用 PIT 机动来截停逃跑的车辆
- 佛罗里达警方在多次PIT机动後結束汽車追逐（8分40秒后）